# René Selke
René Selke (* 24. Juli 1984) ist deutscher Handballmanager und ehemaliger Handballspieler. Er ist 1,94 m groß und in Berlin geboren.
Selke spielte bis 2003 bei der SG Polizei SV/VfL Tegel. Anschließend unterschrieb der Handballtorwart einen Vertrag beim Bundesligisten und amtierenden Deutschen Meister TBV Lemgo. Zusätzlich hatte er ein Zweitspielrecht beim Zweitligisten HSG Augustdorf/Hövelhof. Die größten sportlichen Erfolge von Selke sind der Gewinn der Junioren-Europameisterschaft 2004 und des Jugend-Vize-Europameistertitels 2003. Auf Vereinsebene gewann er 2006 mit dem TBV Lemgo den EHF-Pokal.
Ab 2007 spielte Selke beim Zweitligisten HSC 2000 Coburg. Im Jahr 2011 unterschrieb er einen Vertrag beim Zweitligisten HC Erlangen, mit dem ihm 2014 der Aufstieg in die 1. Bundesliga gelang. Nach der Saison 2013/14 wechselte er in die Geschäftsführung des Vereins. Im Sommer 2016 wurde Selke zum Geschäftsführer des HC Erlangen ernannt. Im Sommer 2025 wechselt er in den Aufsichtsrat des Vereins.